# Sophronica raffrayi
Sophronica raffrayi är en skalbaggsart som beskrevs av Stefan von Breuning 1970. Sophronica raffrayi ingår i släktet Sophronica och familjen långhorningar. Inga underarter finns listade i Catalogue of Life.